# Randal Flowers
Mark Randal Flowers Jr. (1988) is een Amerikaans professioneel pokerspeler. Hij won onder meer het €5.000 No Limit Hold'em - Main Event van het World Poker Tour Spanish Championship 2009 in Barcelona (goed voor een hoofdprijs van $386.170,-) en het $10.000 No Limit Hold'em - Championship Event van WPT Festa Al Lago 2010 in Las Vegas (goed voor $831.500,-). Flowers was twintig jaar oud toen hij in Barcelona zijn eerste WPT-titel won en daarmee op dat moment de jongste WPT-winnaar ooit. Toen hij op zijn 22e zijn tweede WPT-titel op zijn naam schreef, werd hij ook de jongste tweevoudig winnaar ooit.
Flowers verdiende tot en met juli 2015 meer dan $2.175.000,- in pokertoernooien (cashgames niet meegerekend). Online speelt hij (meestal) als RandALLin. Flowers was als twintigjarige de jongste WPT-winnaar ooit, tot de op dat moment achttienjarige Zweed Lukas Berglund op 29 mei 2011 het WPT Spanish Championship won.

## Wapenfeiten
Flowers begon in het voorjaar van 2007 prijzen te winnen op verschillende Amerikaanse proftoernooien. Hij werd dat jaar onder meer derde in het $5.000 No Limit Hold'em - Championship Event van de Empire State Hold'em Championships in Verona en tweede in het $1.000 No Limit Hold'em - Championship Event van de Fall Poker Classic 2007 in Shakopee, samen goed voor ruim $125.000,- aan prijzengeld.
Flowers speelde zich in april 2008 voor het eerst in het prijzengeld op een toernooi van de European Poker Tour (EPT). In het €4.700 No Limit Hold'em-toernooi van de EPT in San Remo eindigde hij als tiende ($73.147,-). Zijn eerste geldprijs op de World Poker Tour (WPT) was in juni 2009 direct goed voor zijn eerste WPT-titel. De World Series of Poker (WSOP) van 2010 vormden de eerste WSOP-editie waarop Flowers zich in het geld speelde. Hij werd er tiende in het $.1.500 No Limit Hold'em - Six Handed-toernooi en een week later 88e in het $2.500 No Limit Hold'em - Six Handed-toernooi.
Flowers schreef daarnaast verschillende toernooien op zijn naam die niet tot de WSOP, WPT of EPT behoren. Zo won hij het $300 No Limit Hold'em-toernooi van de East Coast Poker Championships 2008 in Verona ($13.147,-), het $500 No Limit Hold'em-toernooi van de East Coast Poker Championships 2008 in Verona ($23.006,-) en het $5.000 No Limit Hold'em-toernooi van de Eighth Annual Five Star World Poker Classic 2010 in Las Vegas ($166.889,-).